# Ясенівка (селище)
Ясенівка —  селище в Україні, у Городнянській міській громаді Чернігівського району Чернігівської області. 
Населення становить 117 осіб. До 2017 орган місцевого самоврядування — Городнянська міська рада.

## Історія
12 червня 2020 року, відповідно до розпорядження Кабінету Міністрів України № 730-р від «Про визначення адміністративних центрів та затвердження територій територіальних громад Чернігівської області», село увійшло до складу Городнянської міської громади.
19 липня 2020 року, в результаті адміністративно-територіальної реформи та ліквідації Городнянського району, село увійшло до складу Чернігівського району.

## Населення

### Мова
Розподіл населення за рідною мовою за даними перепису 2001 року:
| Мова       | Кількість | Відсоток |
| ---------- | --------- | -------- |
| українська | 112       | 95.73%   |
| російська  | 5         | 4.27%    |
| Усього     | 117       | 100%     |